# Fondo Monetario Internazionale
Il Fondo Monetario Internazionale (in sigla FMI; in inglese International Monetary Fund, IMF) è un'organizzazione internazionale pubblica a carattere universale composta dai governi nazionali di 191 Paesi. Insieme al gruppo della Banca Mondiale, fa parte delle organizzazioni internazionali dette di Bretton Woods, dal nome della località in cui si tenne la famosa conferenza che ne sancì la creazione. È stato formalmente istituito il 27 dicembre 1945 con la firma di 44 Stati, entrando in funzione nel maggio del 1946.

## Storia
Il Fondo Monetario Internazionale fu istituito come parte degli accordi di scambio fatti nel 1944 durante la conferenza di Bretton Woods. Durante la grande depressione molti paesi rapidamente innalzarono barriere verso il commercio di prodotti stranieri, nel tentativo di proteggere le proprie economie in difficoltà. Questo comportò la svalutazione delle monete nazionali e un declino del commercio mondiale. Tale rottura della cooperazione monetaria internazionale fece sentire la necessità di una supervisione. Le rappresentanze dei 45 governi che si incontrarono nel Mount Washington Hotel nella zona di Bretton Woods, New Hampshire, negli Stati Uniti d'America, si accordarono per una cooperazione economica internazionale. I paesi partecipanti erano coinvolti nella ricostruzione dell'Europa e dell'economia mondiale dopo la seconda guerra mondiale.
Durante la conferenza di Bretton Woods c'erano due visioni diverse sul ruolo che l'FMI doveva assumere come istituzione economica globale:
- L'economista del Regno Unito John Maynard Keynes immaginava che l'FMI dovesse essere un fondo di cooperazione al quale gli stati membri potevano accedere per mantenere attive le proprie economie e l'impiego durante le crisi periodiche. Questo punto di vista era suggerito dall'azione che aveva intrapreso il governo degli Stati Uniti d'America durante il New Deal in risposta alla grande recessione del 1930.
- Il delegato statunitense Harry Dexter White immaginava un FMI che agisse più come una banca, facendo in modo che gli stati che venivano finanziati dovessero restituire il loro debito nel tempo. Alla fine fu questo il punto di vista a prevalere.[5]

Le differenze fra il progetto del Regno Unito esposto da John Maynard Keynes e quello statunitense rappresentato da Harry Dexter White riflettono una fondamentale divergenza di interessi. Il Regno Unito era preoccupato della forte disoccupazione presente negli anni venti e trenta e dal forte indebitamento dovuto a massicce importazioni dei paesi del blocco della sterlina durante la guerra, gli Stati Uniti d'America invece, potevano vantare grossi crediti e gran parte delle riserve auree.

## Paesi membri
Paesi membri FMI
     Paesi membri FMI che non accettano gli obblighi dell'articolo VIII, sezioni II, III e IV

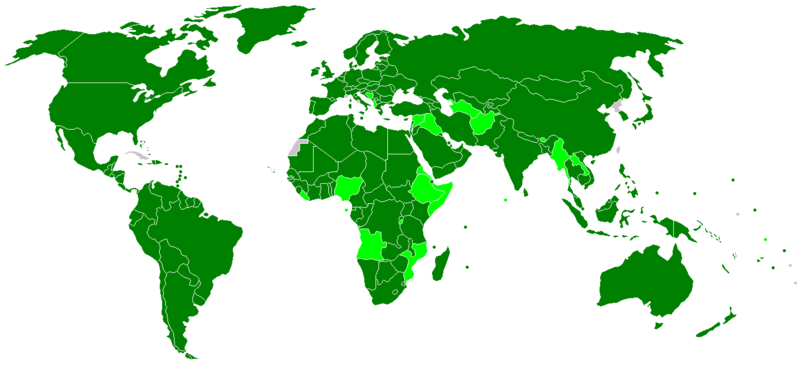
Paesi membri FMI
Paesi membri FMI che non accettano gli obblighi dell'articolo VIII, sezioni II, III e IV

Fanno parte del FMI 190 Stati: 189 membri delle Nazioni Unite e il Kosovo. I Paesi membri dell'ONU che non fanno parte del FMI sono Cuba (ex membro fondatore), Liechtenstein, Monaco e Corea del Nord.

## Finalità
Nell'articolo 1 dell'Accordo Istitutivo gli scopi dell'FMI sono così definiti:
- promuovere la cooperazione monetaria internazionale;
- facilitare l'espansione del commercio internazionale;
- promuovere la stabilità e l'ordine dei rapporti di cambio evitando svalutazioni competitive;
- dare fiducia agli Stati membri rendendo disponibili, con adeguate garanzie, le risorse generali del Fondo per affrontare difficoltà della bilancia dei pagamenti;
- in relazione ai fini di cui sopra abbreviare la durata e ridurre il grado di squilibrio delle bilance dei pagamenti degli Stati membri evitando che questi ultimi ricorrano a misure di svalutazione della propria economia.

In particolare l'FMI dovrebbe regolare la convivenza economica e favorire i paesi in via di sviluppo.

### Conseguenze derivanti dalla violazione dello statuto del Fondo
In caso di violazione dello statuto dell'FMI da parte di uno degli stati membri dell'organizzazione, si ha una limitazione di due tipologie di diritti:
- procedurali: per l'esercizio del diritto di voto in seno all'organizzazione e rappresentanza all'interno degli organi;
- sostanziali: per il termine dei finanziamenti da parte del Fondo.

## Struttura
La struttura del Fondo è tripartita, per cui gli organi principali sono:
- il "Consiglio dei governatori" (Board of Governors) a composizione plenaria;
- il "Consiglio esecutivo" (Executive Board), composto, dal 1º novembre 2024, dai 24 direttori esecutivi (Executive Directors)[8]
- il "Segretariato", guidato dal direttore operativo (Managing Director), che dura in carica cinque anni.

Il Consiglio dei governatori si riunisce di norma una volta l'anno ed è rappresentato dai Ministri dell'Economia, i cui sostituti sono i rappresentanti delle Banche Centrali. Esercita tutti i poteri che gli sono conferiti dal Fondo, che possono essere delegati al Consiglio esecutivo, ad eccezione dei seguenti: ammissione dei nuovi membri, adozione degli emendamenti allo statuto dell'FMI, aumento delle quote e allocazione dei diritti speciali di prelievo (mezzo di pagamento emesso dall'FMI e distribuito agli stati membri, non sottoposto a politiche di condizionalità per cui non sono richieste ai membri misure da rispettare).
Il Consiglio Esecutivo adotta la decisione di conferire assistenza ai membri e conduce la sua attività su scala costante nel tempo. 5 direttori sono nominati dai 5 Stati che detengono la quota maggiore (Stati Uniti d'America, Giappone, Cina, Germania e Regno Unito) mentre gli altri sono eletti dal Consiglio dei governatori sulla base di un sistema di raggruppamenti di nazioni, le cosiddette constituencies (non necessariamente su base regionale), che in totale attualmente sono 19. Le constituencies sono create sulla base di criteri storici, economici e di prossimità geografica.
Il Segretariato è composto da funzionari che agiscono in nome dell'organizzazione, di conseguenza hanno l'obbligo di indipendenza rispetto agli stati. La presidenza del Segretariato è affidata al direttore operativo, il Managing director, il quale influisce in modo determinante nello stabilire l'ordine del giorno e viene eletto dall'Executive Board.
L'FMI dispone di un capitale messo a disposizione dai suoi membri e il voto all'interno dei suoi organi è ponderato (weighted vote system) a seconda della quota detenuta. Questo fa sì che, considerato che per prendere le decisioni più importanti sono necessarie maggioranze molto alte (i 2/3 o i 3/4 dei voti), gli Stati Uniti d'America e il gruppo dei principali Paesi dell'Unione europea si trovano di fatto ad avere un potere di veto, presi singolarmente (nel caso della maggioranza dei 3/4) o insieme (maggioranza dei 2/3).

## Risorse
In base allo Statuto dell'FMI, sono quattro le fonti di finanziamento da cui origina il capitale a disposizione dell'organizzazione:
- quote, versate da ciascuno stato al momento dell'adesione al Fondo per il 75% in valuta nazionale e per il 25% in diritti speciali di prelievo (special drawing rights);
- accordi di prestito, che il Fondo può concludere con gli stati membri per fornire assistenza finanziaria in base all'art. 7 dello statuto;
- vendita delle disponibilità di oro, terzo detentore dopo Stati Uniti d'America e Germania;
- tassi di interesse sui prestiti, utilizzati per le spese operative come gli stipendi del personale.

### Disciplina delle quote
Il versamento della quota da parte di ciascun membro dell'FMI è previsto al momento dell'adesione. In particolare, l'ammontare è previsto in base alla forza economica di uno stato (reddito nazionale, valore importazioni, valore del tasso di cambio e riserve di valuta estera). Per il 75% lo stato versa la quota in valuta nazionale, mentre per il restante 25% in valuta estera o diritti speciali di prelievo. Dal valore della quota dipendono vari elementi:
- numero di voti che ciascuno stato esercita in seno all'organizzazione, che è proporzionale al valore della quota;
- ammontare dell'assistenza che uno stato membro può richiedere;
- quantità di diritti speciali di prelievo.

Lo statuto dell'FMI prevede la possibilità di aumentare il valore delle quote su richiesta dello stato interessato e nel quadro di aggiustamenti generali che si svolgono ogni cinque anni su decisione del Consiglio dei governatori, con una maggioranza richiesta dell'85% dei voti. Inoltre, per modificare il valore delle quote è necessario il consenso dello stato.
Tale possibilità è stata prevista per incrementare le risorse che il Fondo ha a disposizione nell'ambito dell'assistenza finanziaria e per rendere la distribuzione delle quote uno specchio realistico dei rapporti economici tra gli stati.

### Disciplina dei diritti speciali di prelievo
Il 1° emendamento allo statuto dell'FMI degli anni '60 conferì al Fondo il potere di emettere ed allocare i diritti speciali di prelievo (Special drawing rights o SDR). Il Fondo istituì tale meccanismo in conseguenza della grave crisi di deficit commerciale che colpì gli Stati Uniti alla fine del 1950. A questa situazione corrispose, d'altra parte, un avanzo commerciale di alcuni paesi europei e del Giappone. Le banche Centrali di questi paesi disponevano di ingenti quantità di dollari statunitensi che tuttavia non potevano convertire, data la limitatezza delle riserve in oro della Federal Reserve Bank. Data la possibilità per gli Stati Uniti d'America di richiedere assistenza, il Fondo introdusse il nuovo mezzo di pagamento sui mercati internazionali, cioè i diritti speciali di prelievo. L'obiettivo di questo regime era quello di rendere i diritti speciali di prelievo la principale riserva di valuta nel sistema monetario internazionale; d'altra parte però, il Fondo poteva allocare questo nuovo mezzo di pagamento, se necessario, per soddisfare il bisogno globale di lungo periodo, affiancandolo alle altre valute. La decisione sull'allocazione degli SDR viene adottata dal Consiglio Esecutivo su proposta del Segretariato con il consenso del Consiglio esecutivo, con una maggioranza dell'85% dei voti totali ogni 5 anni, se lo stato membro si dichiara favorevole. Una volta stabilito l'ammontare dei diritti speciali di prelievo, questi vengono distribuiti agli stati membri dell'organizzazione in misura proporzionale alle quote versate.

### Ripartizione delle quote e dei voti
| Stato membro dell'FMI | Quota: milioni di DPS | Quota: (%) | Governatore                 | Sostituto Governatore       | Numero di voti | Percentuale di voto |
| --------------------- | --------------------- | ---------- | --------------------------- | --------------------------- | -------------- | ------------------- |
| Stati Uniti d'America | 82.994,2              | 17,42      | Michael Kaplan              | Vacante                     | 831.394        | 16,49               |
| Giappone              | 30.820,5              | 6,47       | Katsunobu Katō              | Kazuo Ueda                  | 309.657        | 6,14                |
| Cina                  | 30.482,9              | 6,40       | Pan Gongsheng               | Changneng Xuan              | 306.281        | 6,08                |
| Germania              | 26.634,4              | 5,59       | Joachim Nagel               | Lars Klingbeil              | 267.796        | 5,31                |
| Francia               | 20.155,1              | 4,23       | Éric Lombard                | François Villeroy de Galhau | 203.003        | 4,03                |
| Regno Unito           | 20.155,1              | 4,23       | Rachel Reeves               | Andrew Bailey               | 203.003        | 4,03                |
| Italia                | 15.070,0              | 3,16       | Giancarlo Giorgetti         | Fabio Panetta               | 152.152        | 3,02                |
| India                 | 13.114,4              | 2,75       | Nirmala Sitharaman          | Sanjay Malhotra             | 132.596        | 2,63                |
| Russia                | 12.903,7              | 2,71       | Anton Siluanov              | Ėl'vira Nabiullina          | 130.489        | 2,59                |
| Brasile               | 11.042,0              | 2,32       | Fernando Haddad             | Gabriel Galípolo            | 111.872        | 2,22                |
| Canada                | 11.023,9              | 2,31       | François-Philippe Champagne | Tiff Macklem                | 111.691        | 2,22                |
| Arabia Saudita        | 9.992,6               | 2,10       | Mohammed Al-Jadaan          | Ayman Alsayari              | 101.378        | 2,01                |
| Spagna                | 9.535,5               | 2,00       | Carlos Cuerpo               | José Luis Escrivá           | 96.807         | 1,92                |
| Messico               | 8.912,7               | 1,87       | Edgar Amador Zamora         | Victoria Rodríguez Ceja     | 90.579         | 1,80                |
| Paesi Bassi           | 8.736,5               | 1,83       | Olaf Sleijpen               | Jasper Wesseling            | 88.817         | 1,76                |
| Corea del Sud         | 8.582,7               | 1,80       | Koo Yun-cheol               | Rhee Chang-yong             | 87.279         | 1,73                |
| Australia             | 6.572,4               | 1,38       | Jim Chalmers                | Jenny Wilkinson             | 67.176         | 1.33                |
| Belgio                | 6.410,7               | 1,35       | Pierre Wunsch               | Jan Jambon                  | 65.559         | 1,30                |
| Svizzera              | 5.771,1               | 1,21       | Martin Schlegel             | Karin Keller-Sutter         | 59.163         | 1,17                |
| Turchia               | 4.658,6               | 0,98       | Mehmet Şimşek               | Fatih Karahan               | 48.038         | 0,95                |
| Indonesia             | 4.648,4               | 0,98       | Perry Warjiyo               | Sri Mulyani Indrawati       | 47.943         | 0,95                |
| Svezia                | 4.430,0               | 0,93       | Erik Thedéen                | Johanna Lybeck Lilja        | 45.752         | 0,91                |
| Polonia               | 4.095,4               | 0,86       | Andrzej Domański            | Marta Kightley              | 42.406         | 0,84                |
| Austria               | 3.932,0               | 0,83       | Robert Holzmann             | Edeltraud Stiftinger        | 40.772         | 0,81                |
| Singapore             | 3.891,9               | 0,82       | Gan Kim Yong                | Der Jiun Chia               | 40.371         | 0,80                |

## Direttori operativi
| Direttore Operativo | Direttore Operativo    | Nazionalità | Mandato           | Mandato           |
| Direttore Operativo | Direttore Operativo    | Nazionalità | Inizio incarico   | Fine incarico     |
| ------------------- | ---------------------- | ----------- | ----------------- | ----------------- |
|                     | Camille Gutt           | Belgio      | 6 maggio 1946     | 5 maggio 1951     |
|                     | Ivar Rooth             | Svezia      | 3 agosto 1951     | 3 ottobre 1956    |
|                     | Per Jacobsson          | Svezia      | 21 novembre 1956  | 5 maggio 1963     |
|                     | Pierre-Paul Schweitzer | Francia     | 1º settembre 1963 | 31 agosto 1973    |
|                     | Johannes Witteveen     | Paesi Bassi | 1º settembre 1973 | 16 giugno 1978    |
|                     | Jacques de Larosière   | Francia     | 17 giugno 1978    | 15 gennaio 1987   |
|                     | Michel Camdessus       | Francia     | 16 gennaio 1987   | 14 febbraio 2000  |
|                     | Horst Köhler           | Germania    | 1º maggio 2000    | 4 marzo 2004      |
|                     | Rodrigo Rato           | Spagna      | 7 giugno 2004     | 31 ottobre 2007   |
|                     | Dominique Strauss-Kahn | Francia     | 1º novembre 2007  | 18 maggio 2011    |
|                     | Christine Lagarde      | Francia     | 5 luglio 2011     | 30 settembre 2019 |
|                     | Kristalina Georgieva   | Bulgaria    | 1º ottobre 2019   | In carica         |

## Evoluzione e politica attuale

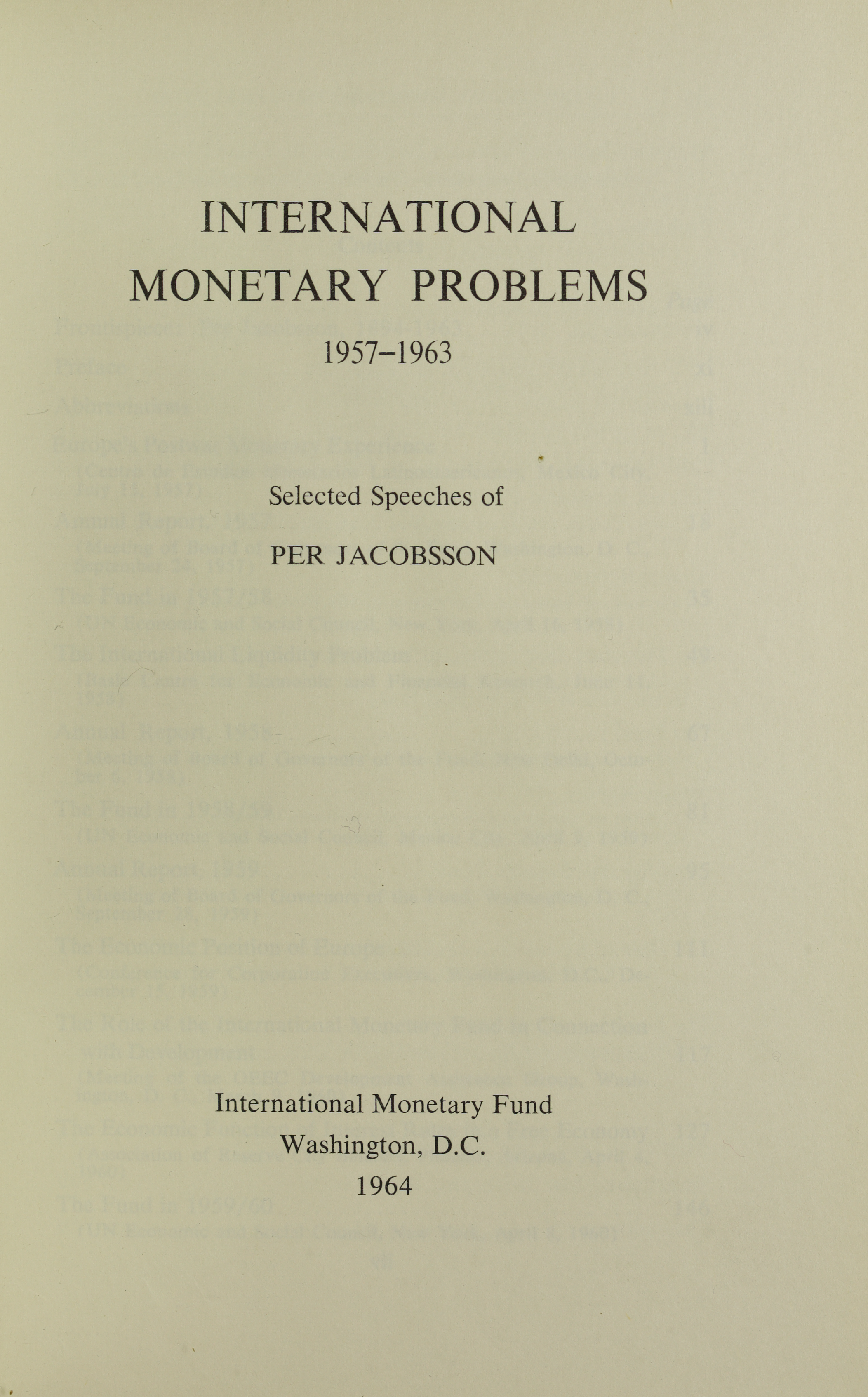
International monetary problems, 1964

Le istituzioni di Bretton Woods erano state pensate per creare un sistema di coordinamento e controllo delle politiche economiche degli Stati a livello internazionale che evitasse il ripetersi di disastrose crisi economiche come quella del 1929. In particolare il Fondo monetario doveva occuparsi di economia monetaria, mentre la Banca Mondiale di ricostruzione e sviluppo, creata anch'essa al termine della Conferenza sopra menzionata, doveva assumere il ruolo di garante della solidità degli stati per facilitare gli investimenti esteri.
Nella pratica il sistema progettato a Bretton Woods, che si basava su rapporti di cambio fissi tra le valute, tutte agganciate al dollaro, il quale a sua volta era agganciato all'oro, crollò con la sospensione del gold exchange standard (vale a dire la convertibilità del dollaro in oro) da parte di Richard Nixon nel 1971.
Questo ha portato a un ripensamento del ruolo dell'FMI, che oggi si occupa per lo più di concedere prestiti agli Stati membri in caso di squilibrio della bilancia dei pagamenti. L'FMI si occupa anche della ristrutturazione del debito estero dei paesi del cosiddetto Terzo mondo. L'FMI impone di solito a questi paesi dei "piani di aggiustamento strutturale" come condizioni per ottenere prestiti o condizioni più favorevoli per il rimborso del debito che costituiscono l'aspetto più controverso della sua attività. Questi piani sono infatti modellati su una visione neoliberista dell'economia e sulla convinzione che il libero mercato sia la soluzione migliore per lo sviluppo economico di questi paesi.

### Maggiori prestiti erogati dall'FMI
- 1997: Sud-est asiatico (150 miliardi di dollari)
- 1998: Russia
- 1998: Brasile (41,5 miliardi di dollari)
- 2000: Turchia (11 miliardi di dollari)
- 2001: Argentina (21,6 miliardi di dollari)
- 2012: Grecia (30 miliardi di dollari)
- 2018: Argentina (57,1 miliardi di dollari)

### Forme di assistenza finanziaria
Vi sono due modalità attraverso cui l'FMI può trasferire risorse, la procedura dell'outright purchase, non utilizzata nella prassi, che prevede l'acquisto da parte dello stato membro della valuta estera che gli è stata conferita dal Fondo in un'unica soluzione. L'altra procedura si basa sull'approvazione di un accordo, lo stand-by arrangement, con il quale il Fondo decide l'ammontare del prestito e il periodo in cui lo stato che richiede il prestito può prelevare le risorse, da 18 mesi a 3 anni. Successivamente furono approvati gli extended arrangements, che estendevano il periodo di prelievo a 4 anni. L'approvazione di un accordo di questo tipo segue questa procedura:
- è avviata dallo stato membro che chiede assistenza tramite il Managing director;
- il segretariato invia una missione verso lo stato e avvia delle consultazioni con il Ministro dell'Economia
- viene redatto un documento programmatico, la cosiddetta lettera d'intenti, sottoscritta da Ministro dell'Economia e dal governatore della BCE.

La lettera d'intenti indica le strategie e gli obiettivi da attuare per correggere lo squilibrio della bilancia dei pagamenti, tenendo conto delle circostanze specifiche di ciascuno stato. Lo stato ha responsabilità primaria nella decisione delle misure che intende adottare, tuttavia è da considerare che il Segretariato invia la missione verso lo stato avendo già una bozza di lettera d'intenti. Il documento viene presentato al Managing director e distribuito ai direttori esecutivi. In seguito, il Segretariato elabora la sua proposta di decisione, approvata poi dal Consiglio Esecutivo dell'FMI. Alcune strategie indicate nella lettera d'intenti vengono riportate come misure cui è subordinata la condizionalità.

### Lo strumento della condizionalità
La politica di condizionalità è richiesta dal Fondo affinché uno stato membro riorienti le proprie politiche economiche alla stabilità. Sono due le tipologie di condizionalità:
- quantitativa o outcome-based conditionality, che prescrive il raggiungimento di un dato risultato e riguarda variabili di macroeconomia quantitative come la spesa pubblica, il debito pubblico;
- qualitativa o action-based conditionality, che impone di adottare un'azione e si riferisce a variabili strutturali, come la riforma del pubblico impiego ad esempio.

## Critiche
Il Fondo Monetario Internazionale è fortemente criticato dal movimento no-global e da alcuni illustri intellettuali quali il premio Nobel Joseph Stiglitz, il premio Nobel Amartya Sen, Noam Chomsky e Jean-Paul Fitoussi. I critici accusano il Fondo Monetario di essere un'istituzione manovrata dai poteri economici e politici del cosiddetto Nord del mondo e di peggiorare le condizioni dei paesi poveri anziché adoperarsi per l'interesse generale.
Inoltre il sistema di voto (che chiaramente privilegia i Paesi "occidentali") è considerato da molti iniquo e non democratico. L'FMI è accusato di prendere le sue decisioni in maniera poco trasparente e d'imporle ai governi democraticamente eletti che si trovano così a perdere la sovranità sulle loro politiche economiche.

### L'opinione di Joseph Stiglitz
Nel suo libro La globalizzazione e i suoi oppositori (Globalization and Its Discontents), uscito nel 2002, e in una serie di interviste e articoli, Joseph Stiglitz, dimessosi da poco dalla vicepresidenza della Banca Mondiale, rileva il fatto che pur essendo un ente pubblico non ha una gestione democratica né trasparente, inoltre accusa il Fondo monetario di aver imposto a tutti i Paesi una "ricetta" standardizzata, basata su una teoria economica semplicistica, che ha aggravato le difficoltà economiche anziché alleviarle.
Stiglitz fornisce una serie dettagliata di esempi, come la crisi finanziaria asiatica e la transizione dall'economia pianificata al capitalismo in Russia e nei paesi ex-comunisti dell'Europa orientale: i prestiti dell'FMI in questi paesi, secondo Stiglitz, sono serviti a rimborsare i creditori occidentali, anziché aiutare le economie dei paesi assistiti. Inoltre nei Paesi ex-comunisti l'FMI ha appoggiato coloro che si pronunciavano per una privatizzazione rapida, che in assenza delle istituzioni necessarie ha danneggiato i cittadini e rimpinguato le tasche di politici corrotti e uomini d'affari disonesti. Stiglitz osserva che i risultati migliori in materia di transizione sono stati conseguiti proprio da quei paesi, come la Polonia e la Cina, che non hanno seguito le indicazioni dell'FMI, mentre in Asia il modello economico che ha permesso una massiccia crescita dell'economia di molti paesi si basa su un forte intervento statale, anziché sulle privatizzazioni.
Stiglitz sottolinea inoltre i legami di molti dirigenti dell'FMI con i grandi gruppi finanziari americani e il loro atteggiamento arrogante nei confronti degli uomini politici e delle élite del Terzo Mondo, paragonandoli ai colonialisti di fine Ottocento, convinti che la loro dominazione fosse l'unica opportunità di progresso per i popoli "selvaggi".
Negli anni ottanta il Fondo Monetario Internazionale (assieme alla Banca Mondiale) ha cercato di promuovere l'industrializzazione nell'Africa sub-sahariana, talvolta ottenendo buoni risultati ma spesso fallendo. Infatti in Senegal le politiche neoliberiste di eliminazione dei protezionismi doganali hanno contribuito alla scomparsa di interi settori industriali.
Le critiche nei confronti dell'FMI hanno trovato un ulteriore argomento quando nel 2001 l'Argentina (Paese che i tecnici dell'FMI consideravano "l'allievo modello") è andata incontro ad una terribile crisi economica. L'FMI è stato accusato di avervi contribuito con le sue indicazioni o quantomeno di non aver fatto nulla per impedirla.
Nel suo saggio Freefall del 2010, lo studioso è infine arrivato a riassumere le sue teorie riguardo all'FMI formulando l'icastica equazione FMI = multinazionali.

### L'opinione di Amartya Sen
Critiche all'FMI sono mosse anche dal premio Nobel per l'economia Amartya Sen che, in un'intervista rilasciata a Massimiliano Melilli dell'Unità, dice in proposito:
- Massimiliano Melilli: «Professore, il potere della "sacra Trinità" – Fondo Monetario Internazionale, Banca Mondiale e Organizzazione mondiale del commercio (OMC) – fonda la sua egemonia su politiche economiche esclusiviste. Quali strumenti possiedono i Paesi del Sud del mondo per ottenere finalmente riconoscimento e legittimazione?»
- Amartya Sen: «Non vi è dubbio che queste istituzioni siano ormai da cambiare. Per più motivi e perché rappresentano, seppure con pesi diversi, lo stesso potere. L'architettura economica mondiale va riformata in tempi brevi, con equità e giustizia. L'attuale situazione è preoccupante ma lascia anche ben sperare per il futuro. Da un lato, Fondo Monetario Internazionale e Organizzazione mondiale per il commercio poggiano la loro attività, a più livelli, sulla posizione del Paese più forte, gli Stati Uniti. Dall'altro, noto che, nonostante la ferrea architettura che governa l'economia globale, la Banca Mondiale, gradualmente, sta passando da posizioni rigide a posizioni meno rigide. Noto un atteggiamento mutato, d'attenzione, rispetto a tutti i temi messi in campo dai movimenti new-global. È un segnale importante, da non sottovalutare, anche nell'ottica dei Paesi del Sud del mondo. Del resto, se il mio amico James Wolfensohn, presidente della Banca Mondiale, ha dichiarato che considera prioritaria l'eliminazione della povertà in Africa, beh, evidentemente, qualcosa è cambiato nelle vecchie relazioni politiche ed economiche. Le faccio un esempio che mi riguarda personalmente. Lo stesso presidente della Banca Mondiale, di recente, mi ha chiesto di aiutare, come intellettuale, il nuovo presidente operaio del Brasile, Lula da Silva, pur conoscendo l'amicizia che da anni mi lega in Brasile a Cardoso, un grande scienziato. Penso che le idee di Lula siano importanti non solo per il Brasile e l'America Latina ma per tutto il mondo.»

### L'opinione di Noam Chomsky
Nel suo libro Anno 501 la conquista continua Noam Chomsky critica aspramente l'FMI con argomenti simili a quelli di Stiglitz, riportiamo qui a titolo di esempio un passo del libro: «Secondo questo schema, la costruzione di un nuovo sistema mondiale è coordinata dal gruppo dei 7 [paesi più industrializzati, N.d.C.], dal Fondo Monetario Internazionale, dalla Banca Mondiale e dal "Gatt" (General Agreement on Tariffs and Trade), da ricordare anche la valutazione della Banca Mondiale, secondo la quale il 31% delle esportazioni manifatturiere del Sud sono soggette a barriere non tariffarie contro il 18% di quelle del Nord, o la relazione del 1992 dello Human Development Program dell'ONU, che riesamina il divario crescente tra ricchi e poveri (attualmente, l'83% della ricchezza mondiale è nelle mani del miliardo di uomini più benestante, mentre il miliardo dei più indigenti, alla base della scala, ne possiede solamente l'1,4%); il raddoppio di tale divario dal 1960 è attribuito alle direttive del Fondo Monetario Internazionale e della Banca Mondiale, e al fatto che ben 20 su 24 paesi industrializzati sono più protezionisti oggi di quanto lo fossero un decennio fa, compresi gli Usa che celebrarono la rivoluzione reaganiana raddoppiando in proporzione il numero dei prodotti importati sottoposti a misure restrittive.»
Sempre nello stesso libro Chomsky riporta la seguente osservazione fatta dall'Economist: «Il risultato finale di decenni di prestiti per lo sviluppo è che i paesi poveri hanno recentemente trasferito più di 21 miliardi di dollari all'anno nei forzieri dei ricchi - osserva l'Economist riassumendo questo triste scenario.»

### Opinioni di altri intellettuali
Critiche al Fondo Monetario Internazionale sono mosse anche dall'economista Francese Jean-Paul Fitoussi.

### Le difese dell'FMI
Il fondo monetario più volte si è difeso da queste accuse, per esempio è possibile trovare qualche dettaglio nella puntata della trasmissione televisiva di Rai 3, Report: Un debito senza fondo, andata in onda l'8 dicembre 1999 della quale segue uno stralcio:
- Paolo Barnard: «E infatti questa è l'accusa: che il Fondo Monetario Internazionale sia uno strumento nelle mani dei suoi membri più forti, in particolare di uno, gli Stati Uniti d'America.»
- Anthony Boote del Fondo Monetario Internazionale, Washington: «Il Fondo Monetario Internazionale rappresenta tutte le nazioni-membro, non solo i governi occidentali. Inoltre è assurdo attribuire a noi i malanni di paesi che erano poveri ben prima della crisi del debito. All'opposto il gruppo dei governi ricchi del Fondo monetario ha ridotto il debito delle nazioni più povere proprio per non strangolarne le economie.»
- Paolo Barnard: «Ci risulta invece che dall''85 a oggi il loro debito sia raddoppiato e si dice che vi abbiano già restituito nove dollari per ogni dollaro preso in prestito.»
- Anthony Boote: «Storicamente questo è falso. La realtà è che le nazioni più povere hanno ricevuto tre o quattro volte di più in crediti di quanto non abbiano mai restituito ai paesi occidentali. Non dovete confondere il debito originario con il debito che è stato ripagato. Quest'ultimo è solo una piccola parte del totale e, lo ripeto, noi al Fondo monetario facciamo di tutto per aiutarli.»

## Documentari
- Bill Still, The Money Masters - How International Bankers Gained Control of America.